# 神戸市立多聞台小学校
神戸市立多聞台小学校（こうべしりつ たもんだいしょうがっこう）は、兵庫県神戸市垂水区多聞台3丁目に所在する公立小学校。

## 沿革
- 1965年（昭和40年）4月1日 - 神戸市立舞子小学校より分離開校。
- 1971年（昭和46年）4月1日 - 神戸市立神陵台小学校が分離独立。
- 1974年（昭和49年）4月1日 - 神戸市立多聞南小学校が分離独立。
- 1975年（昭和50年）4月1日 - 神戸市立長坂小学校が分離独立。
- 1977年（昭和52年）4月1日 - 神戸市立西脇小学校が分離独立。
- 1978年（昭和53年）4月1日 - 神戸市立本多聞小学校が分離独立。

## 通学区域
- 神戸市垂水区[1]
  - 多聞台1 - 5丁目、神陵台7丁目

※卒業後は基本的に神戸市立神陵台中学校に進学する。

## 校区内の主な施設
- 多聞寺
- 多聞六神社
- 神戸多聞台郵便局

## 交通
- 神戸市バス 54系統「公団住宅前」より

## 通学区域が隣接している学校
- 神戸市立神陵台小学校
- 神戸市立西脇小学校
- 神戸市立多聞の丘小学校
- 神戸市立舞多聞小学校
- 神戸市立長坂小学校